# RedLibre
RedLibre es un proyecto sin ánimo de lucro en el que un conjunto de personas, colectivos, entidades, administraciones o empresas interesadas en el desarrollo y/o uso de redes deciden construir una red de datos libre y comunitaria, para así contar con un nuevo medio que permita aportar contenidos, compartir recursos, entre otros usos.
RedLibre ha estado principalmente vinculada a las Comunidades inalámbricas, siendo un nexo de unión y sinergias para las mismas, facilitando los trabajos que se decidan realizar en conjunto entre diferentes organizaciones involucradas.

## Historia
El proyecto RedLibre fue creado por Jaime Robles en septiembre de 2001; basado en la filosofía de los proyectos de código abierto. Fue el primer proyecto de redes libres en España y nació inspirado por los movimientos similares que estaban apareciendo en Estados Unidos como New York Wireless y Seattle Wireless.
RedLibre nació como tal (con un ámbito mucho más amplio que el de una "ciudad-inalámbrica") porque se consideró que un proyecto de este tipo necesitaría mucha gente (masa crítica) para poder llegar a algo y en vez de generar un proyecto local el objetivo fue generar un proyecto amplio donde todas las personas de habla hispana pudieran reunirse y poner en común las ideas, proyectos,...
Tiempo más tarde, nació ANURI (Asociación Nacional de Usuarios de Redes Inalámbricas) con el objetivo de ofrecer un soporte legal a los usuarios de este tipo de redes.
A partir del nacimiento de RedLibre, (2001-2002) aparecieron centenares de comunidades inalámbricas en todo el mundo, todo el mundo registraba dominios y creaba sitios web con su_pueblowireless.net o su_ciudadwireless; era un momento de nuevas expectativas y mucho movimiento.
Muchas de estas comunidades inalámbricas y en contra de su propia filosofía, veían a RedLibre como una amenaza; y en vez de unirse para generar una red común y tener a RedLibre como punto de encuentro, lo veían como un proyecto que intentaba hacerse con el control de las redes libres en España.
Estos problemas frenaron el crecimiento y desarrollo de las redes libres en España pues se dividieron los esfuerzos en pequeños grupos que trabajaron independientemente, sin el objetivo de generar una red libre.
Cuando aparecieron los problemas con las comunidades (todos querían ir por su cuenta) RedLibre cambió su orientación inicial para tratar de adaptarse a las circunstancias. En vez de orientarse como una comunidad para que las personas se unieran y generaran un solo proyecto, se orientó hacia una meta comunidad desde donde se daba soporte, medios e infraestructura a las comunidades más pequeñas y donde se agrupaban todas las comunidades que creían en una red libre común y trataban de acordar y estandarizar objetivos, requisitos y acciones.
En diciembre de 2002, el Ayuntamiento de Gran Canaria organizó un encuentro de comunidades de redes libres en Las Palmas. A ese encuentro acudieron representantes de muchas comunidades locales. El conocimiento en persona y el poder hablar sirvió para acercar posturas.
Se empezaban a usar aparatos que habían sido modificados para trabajar con GNU/Linux en su interior, los denominados LinuxAP; estos aparatos aportaban una flexibilidad y un sinfín de nuevas posibilidades; han estado dando guerra varios años.
Durante 2003 muchas de las comunidades creadas los años anteriores habían desaparecido, en RedLibre también se notaba la falta de gente y movimiento de las listas de correo; siempre han existido una serie de problemas que solucionar en las comunidades inalámbricas:
- Falta de acciones, sentimiento de comunidad y trabajo en equipo.
- Falta de coordinación entre comunidades.
- ¿Exceso de expectativas?

Todos estos problemas habían mermado mucho el número de comunidades activas o que iban creciendo.
A principios de 2004 con la llegada de nuevos aparatos usando GNU/Linux por parte de Linksys y nuevos firmwares capaces de dotar a simples routers inalámbricos domésticos de capacidades que ni los caros routers profesionales daban; dieron un empujón a de nuevo a la creación de comunidades. Mucha gente de RedLibre colaboró creando nuevos firmwares para los routers Linksys o mejorando los existentes, mención especial para la gente de ValenciaWireless con su versión de OpenWrt-eh o el DD-Guifi por Guifi.net.
Durante 2005 se repitió la historia; muchas comunidades nuevamente huérfanas, debido a la falta de colaboración general, la falta de información o de experiencias; a esto sumarle un problema técnico con la página web de RedLibre y la pérdida parcial de contenidos de la Web o las listas de correo con información de los últimos años.
En 2006 se volvió a formar un grupo de personas para volver a revivir RedLibre, migrando el sitio web del portal Phpnuke anterior al nuevo CMS Drupal; estos cambios no solo se remitían a la Web o las listas; la intención era replantear el proyecto y actualizarlo a la fecha, con la experiencia que los años nos había dado.
Durante 2007 se ha marcado por varias largas discusiones sobre que camino debe tomar RedLibre; sobre definiciones de las redes libres o sobre la adopción de una licencia que en forma de escrito defina que es realmente una red libre (WirelessCommons); también gracias a la ayuda de varios voluntarios la Web empieza a tener cierto movimiento.

## Objetivos
- Crear una red libre:

Una red libre es una red (en este caso inalámbrica) creada, administrada, gestionada, por los propios usuarios. Una Red Libre es distribuida, que no pertenece a nadie en particular pero nos pertenece a todos. Una Red Libre ofrece acceso libre y gratuito a la propia red. Por acceso libre se entiende que cualquier persona puede acceder a la red en cualquier momento y puede llegar hasta cualquier parte de la red.
- Acercar la tecnología y favorecer la comunicación de la sociedad:

Una Red Libre fomenta la instrucción técnica de los usuarios y acerca las nuevas tecnologías a los ciudadanos, eliminando muchas de las barreras que hoy en día existen para el pleno desarrollo de la sociedad de la información y creando nuevos canales de comunicación entre las personas de una manera absolutamente libre y gratuita.
- Crear una red de emergencia para su uso en caso de catástrofe:

En caso de catástrofe y el consiguiente colapso de las redes de comunicación habituales la Red Libre será una alternativa de comunicación al no depender de los canales, medios de transmisión habituales permitiendo conectar a la red desde cualquier punto y en todo momento para servir de red de emergencia y atender a las necesidades de comunicación y transmisión de voz y datos que puedan surgir.

según el autor:
Ing: celestino ventura

## Gestión
La gestión del proyecto se intenta llevar al nivel más horizontal posible; de manera que en una RedLibre no existen jefes; es una estructura basada en soluciones y confiabilidad; de manera que el que tiene la solución en un momento dado es el jefe en ese momento y su autoridad tiene jurisdicción solo sobre lo vinculado a esa situación particular.
Existe un grupo de coordinación que lleva los temas puramente administrativos de la Web, servidores, y demás temas.

## Problemas
Durante este tiempo en las comunidades RedLibre, se han identificado algunos problemas o malas prácticas que han llevado a la extinción o el crecimiento nulo de algunas comunidades, intentaremos explicar más profundamente estos problemas.
- Exceso de expectativas.

Esto se debe a que mucha gente al principio de montar una comunidad se pensaba que la tecnología utilizada (normalmente 802.11(abg) o WiFi) era mágica o milagrosa, y realmente es muy delicada y tiene muchos requisitos para funcionar correctamente, tampoco es lo mismo que tener conectados dos extremos con fibra óptica que usando tecnología Wifi.
Sobre todo en los primeros tiempos, cuando los sistemas de transmisión eran excesivamente caros, ver como algo caro para personas de a pie tampoco daba tanto, sobre todo si los enlaces no estaban en situación ideal (línea de visión, sin ruido, dedicados o con buen material). Es por esto que mucha gente dejó de lado las comunidades inalámbricas, porque les habían inflado la cabeza con transferencias y redes de alto caudal y por entonces los aparatos eran bastante limitados.
- Falta de acciones, sentimiento de comunidad y trabajo en equipo:

Mucha gente venía de otros entornos colaborativos han tenido problemas de comunicación o compartición y reaprovechamiento de ideas o problemas con las nuevas tecnologías; las personas acostumbradas a proyectos de código abierto han sabido ver como tratar los proyectos y a la gente, pero no siempre ha sido posible; el sentimiento individualista o separatista ha invadido a muchas comunidades inalámbricas convirtiéndose en poco tiempo en comunidades muertas y carentes de actividad.
Hay que abrir las comunidades a todo el mundo, no pueden ser guetos de informáticos o de colectivos en particular; para esto hay que dotar a la comunidad de las herramientas y el conocimiento para que cualquier persona pueda optar a hacer crecer la red libre o difundirla; sin dependencias tecnológicas o personales. No todo el mundo va a tener la misma iniciativa que la persona que funda por primera vez una comunidad, e igualmente montar una comunidad no es montar un nodo de red y ya está, si no, ayudar y aportar lo posible para que esto suceda de forma natural.
Algunas comunidades inalámbrica han mantenido un secretismo sobre la actividad de compartición de recursos o salidas a Internet; siempre temiendo la legalidad, algunas veces cuestionando planteamientos de otras comunidades; esto a causa del desconocimiento y la creencia de los FUD lanzados desde medios de comunicación desinformados o difamadores, entre otros...
- Falta de coordinación:

Muchas personas iniciaron proyectos de redes libres, infravalorando el reto al que se enfrentaban:
- - Reto tecnológico: montar una comunidad inalámbrica no es lo mismo que montar una WiFi en casa; se han de poseer ciertas ideas, herramientas y tiempo para ello.
  - Reto social: de montar una comunidad lo más costoso es encontrar a gente, informarla, hacer reuniones, presentaciones o talleres, todo combinándolo con el resto de cosas que hacemos en nuestro tiempo libre; montar una comunidad no es montarte tu nodo y esperar que los demás hagan lo mismo, hay que moverse, difundir y ayudar.